# Вороблевицька сільська рада
| Вороблевицька сільська рада — орган місцевого самоврядування у Дрогобицькому районі Львівської області з адміністративним центром у с. Вороблевичі. Історична дата утворення: в 1939 році. Водоймища на території, підпорядкованій даній раді: річка Тисьмениця. Сільській раді підпорядковані населені пункти: - с. Вороблевичі |

## Склад ради
До реорганізації та входження Вороблевич в склад Меденицької об'єднаної територіальної громади рада складалась з 16 депутатів та голови.   

### Керівний склад ради
| ПІБ                      | Основні відомості                                                               | Дата обрання | Дата звільнення |
| ------------------------ | ------------------------------------------------------------------------------- | ------------ | --------------- |
| Мачишин Марія Степанівна | Сільський голова, 1950 року народження, освіта, позапартійна                    | 26.03.2006   | 31.10.2010      |
| Герій Михайло Остапович  | Сільський голова, 1962 року народження, освіта середня спеціальна, безпартійний | 31.10.2010   | 20.12.2020      |

Примітка: таблиця складена за даними джерела